# Piandj

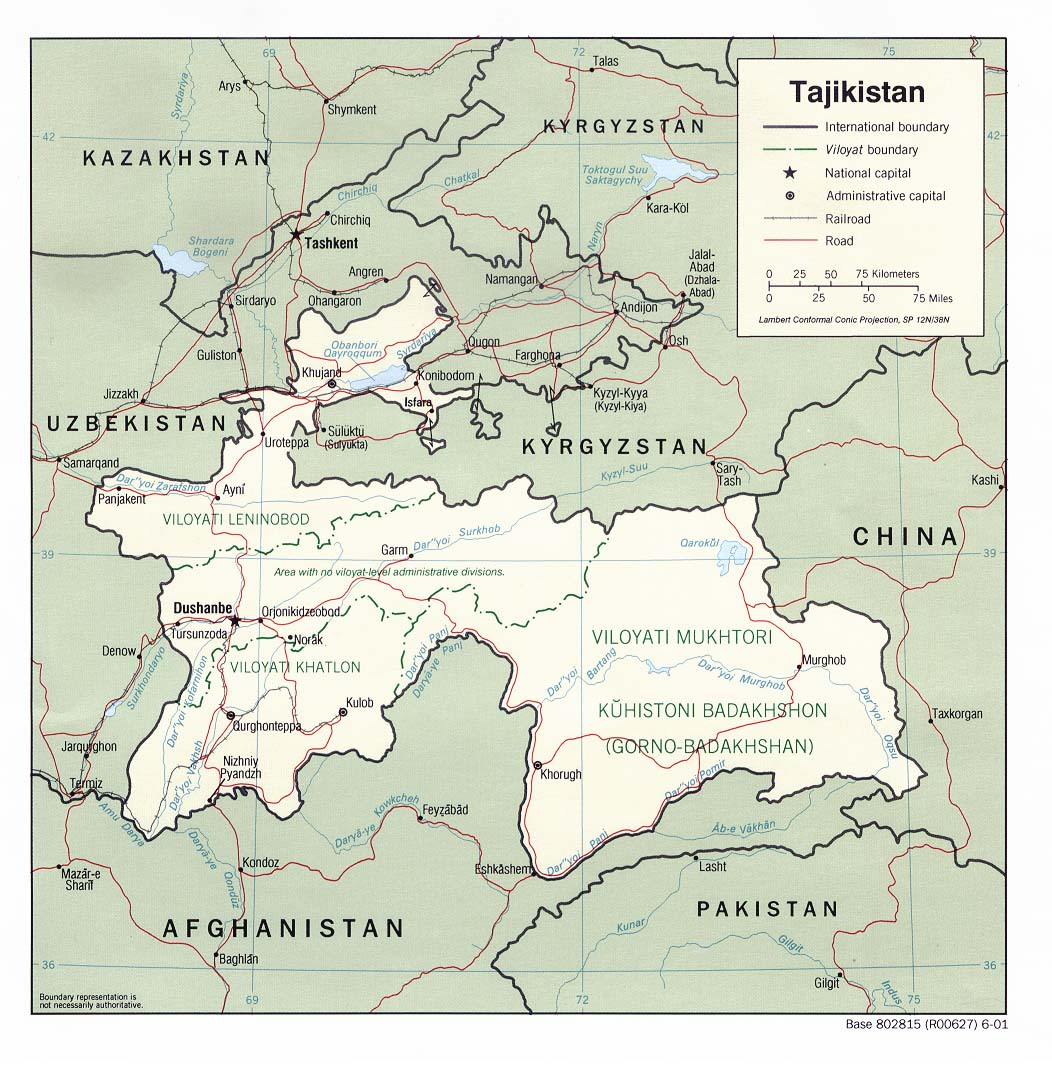
Le Piandj matérialise une bonne partie de la frontière entre le Tadjikistan et l'Afghanistan.

Le Piandj, appelé également Pyandj ou Panj, est, avec le Vakhch, l'une des deux branches-mères de l'Amou-Daria, à la frontière entre l'Afghanistan et le Tadjikistan. C'est une puissante rivière de 1 125 km de long constituant une grande partie de la frontière entre les deux pays.
La partie inférieure de la rivière Piandj a été reconnue site Ramsar le 18 juillet 2001.

## Géographie
La rivière débute au niveau de la frontière entre l'Afghanistan et le Tadjikistan au sein de l'ancienne région historique du Badakhchan. Elle naît de l'union de deux rivières, le Pamir et le Wakhan-Daria. Elle coule d'abord vers le nord traversant ainsi la chaîne de l'Hindou Kouch, puis s'incurve vers l'ouest, formant toujours la frontière internationale. Après être passée par la ville de Khorog, capitale de la région autonome du Gorno-Badakhshan tadjik (ou Haut-Badakhchan), elle reçoit en rive droite les eaux du Bartang grossi du Murghab. Elle continue son parcours vers le sud-ouest et conflue bientôt avec le Vakhch venu du nord (de droite), formant dès lors le plus important cours d'eau d'Asie centrale, l'Amou-Daria.

La surface du bassin versant du Piandj est de 113 500 km2, dont 107 000 km2 se trouvent en territoire montagneux, et le reste soit 6 500 km2 dans la partie basse du bassin.

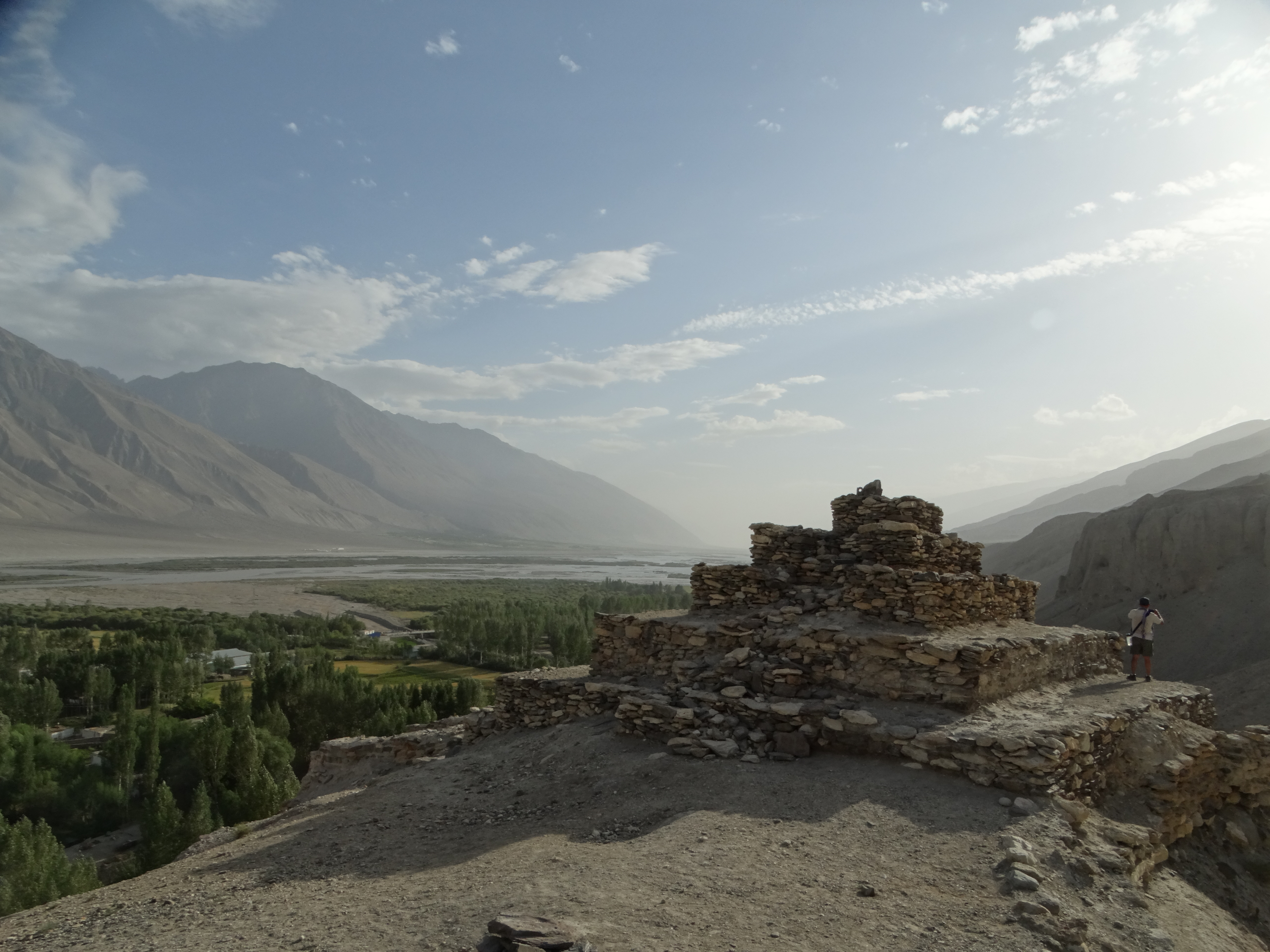
La vallée du Piandj à Vrang, Tadjikistan
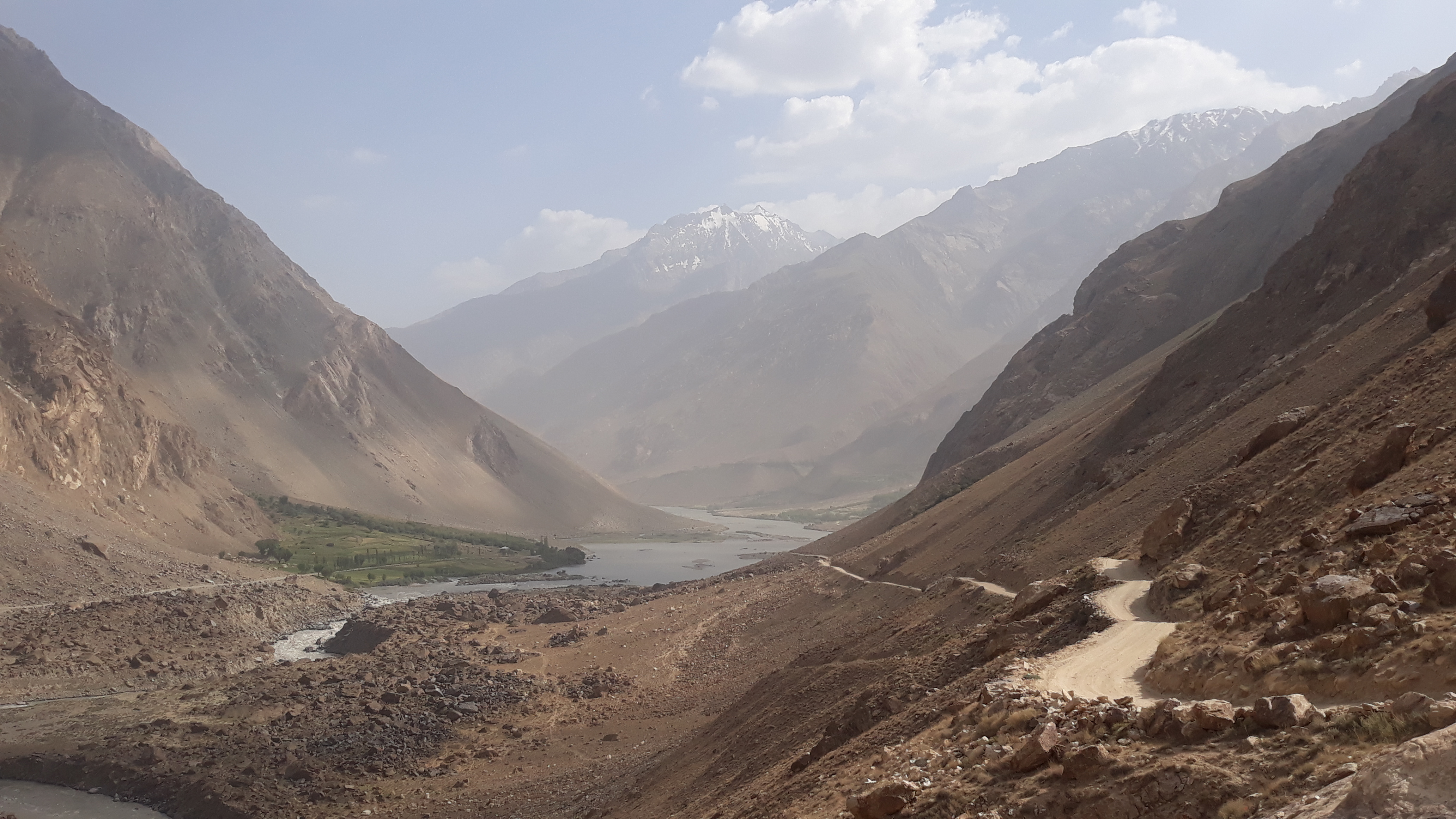
La vallée vue depuis le côté Afghan.

## Affluents
Le Piandj reçoit de nombreux et abondants affluents, tant en rive droite qu'en rive gauche. Les principaux se situent cependant en rive droite et sont donc tous issus du Tadjikistan.
- Le Gunt
- Le Bartang appelé Murghab dans son cours moyen
- Le Yazgoulem
- Le Vanch
- Le Kyzylsou
- Le Vakhch

Du côté gauche (afghan), le seul affluent notable du Piandj est la Kokcha.

## Régime
Le régime du Piandj est franchement de type nivo-glaciaire avec crues d'été, c’est-à-dire de juin à août, avec un maximum en juillet.
La rivière est en effet essentiellement alimentée par la fonte des glaciers et des neiges.
Quant à l'étiage, il a lieu en hiver, de décembre à février, avec un minimum en février.

### Hydrométrie- Les débits à Nijne Piandj
Le débit du Piandj a été observé pendant 25 ans (1965-1989) à Nijne Piandj, petite localité tadjike située juste en aval du confluent de la Kokcha afghane et donc peu avant le confluent avec le Vakhch tadjik.
À Nijne Piandj, le débit inter annuel moyen ou module observé sur cette période était de 1 012 m3/s pour un bassin versant de 105 343 km2.
La lame d'eau écoulée dans le bassin versant de la rivière atteint ainsi le chiffre de 303 millimètres  par an.